# Friedrich von Fronau
Friedrich von Fronau (* im 13. Jahrhundert; † 8. Oktober 1293) war 1292–1293 Bischof von Chiemsee.

## Leben
Friedrich, dessen Geburtsjahr nicht belegt ist, entstammte dem Rittergeschlecht der Fronauer bzw. derer von Fronau, deren Stammschloss die Burg Schwärzenberg in der Oberpfalz war. 1279 bis 1282 war Friedrich von Fronau Domherr in Salzburg und anschließend bis 1292 Propst des Augustinerchorherrenstifts sowie Archidiakon von Herrenchiemsee. Nach dem Tod des Chiemseer Bischofs Konrad von Himberg wurde er am 28. März 1292 vom Salzburger Erzbischof Konrad IV. von Fohnsdorf zu dessen Nachfolger ernannt. Da das Bistum Chiemsee ein Eigenbistum des Erzbistums Salzburg war, fungierte er auch als Weihbischof in Salzburg. In dieser Tätigkeit ist er dreimal mit bischöflichen Handlungen belegt.
Friedrich von Fronaus Episkopat endete nach nur eineinhalb Jahren. Sein Sterbe- und Bestattungsort sind nicht bekannt.